# Ceradz Kościelny
Ceradz Kościelny – wieś w Polsce położona w województwie wielkopolskim, w powiecie poznańskim, w gminie Tarnowo Podgórne.
Wzmianka z 1387 r. odnotowuje wieś pod nazwą Ceradze. Późniejsze dokumenty nazywają miejscowość także Antiqua Czeradz czy Czeracz Coscielny. Wieś szlachecka Ceradz Stary, własność wojewody płockiego Piotra Potulickiego, około 1580 roku leżała w powiecie poznańskim województwa poznańskiego. Pod koniec XVII wieku Ceradz Kościelny był własnością Piotra Opalińskiego, starosty wielkopolskiego. Słownik geograficzny Królestwa Polskiego z końca XIX wieku podaje nazwę Ceradź Kościelny. Miejscowość liczyła wtedy 26 domostw (dymów) z 308 mieszkańcami (280 katolików, 16 ewangelików i 12 żydów). Miejscowy kościół należał do dekanatu bukowskiego. W latach 1975–1998 miejscowość administracyjnie należała do województwa poznańskiego. W 2018 Ceradz Kościelny liczył 626 mieszkańców.

## Zabytki
We wsi znajduje się gotycki kościół św. Stanisława z I połowy XVI wieku., kaplica grobowa Engeströmów (2 poł. XIX w., za kościołem) i drewniana dzwonnica (obok kościoła).